# Det Danske Institut i Damaskus
Det Danske Institut i Damaskus er en selvejende institution under Uddannelses- og Forskningsministeriet. Det er oprettet i 1995 af Undervisningsministeriet i samarbejde med Kulturministeriet. På trods af navnet har instituttet som følge af borgerkrigen i Syrien siden 2012 afholdt arrangementer udenfor Syrien.
Instituttet er Danmarks eneste videnskabelige institution i den arabiske verden. Det arrangerer seminarer og workshops og uddeler stipendier til forskere og studerende, der beskæftiger sig med Mellemøsten.
Instituttet er et af tre danske udlandsinstitutter for kunst og videnskab. Udover instituttet i Damaskus er der to andre i henholdsvis Rom og Athen.

## Bygning
Instituttet hører til i den gamle bydel i Damaskus i et nyrestaureret hus ved navn Bayt al-‘Aqqad (‘Aqqad-huset), hvis ældste dele stammer fra 1500-tallet. I bygningen indgår både et bibliotek og gæsteværelser.

## Direktører
- 1996-2001 Peder Mortensen
- 2001-2005 Jørgen Bæk Simonsen
- 2005-2007 Jørgen S. Nielsen
- 2007-2010 H.C. Korsholm Nielsen
- 2010-2012 Anders Hastrup

I april 2012 lukkede instituttet ned for sine aktiviteter i Syrien på grund af borgerkrigen i landet. I maj erklærede den syriske regering Anders Hastrup for persona non grata i landet uden yderligere forklaring. Hastrup fortalte senere Dagbladet Information, at han mente, at styrets erklæring skyldtes husets rolle som et mødested for unge fritænkere, filmfolk og forfattere.